# 방위사업청

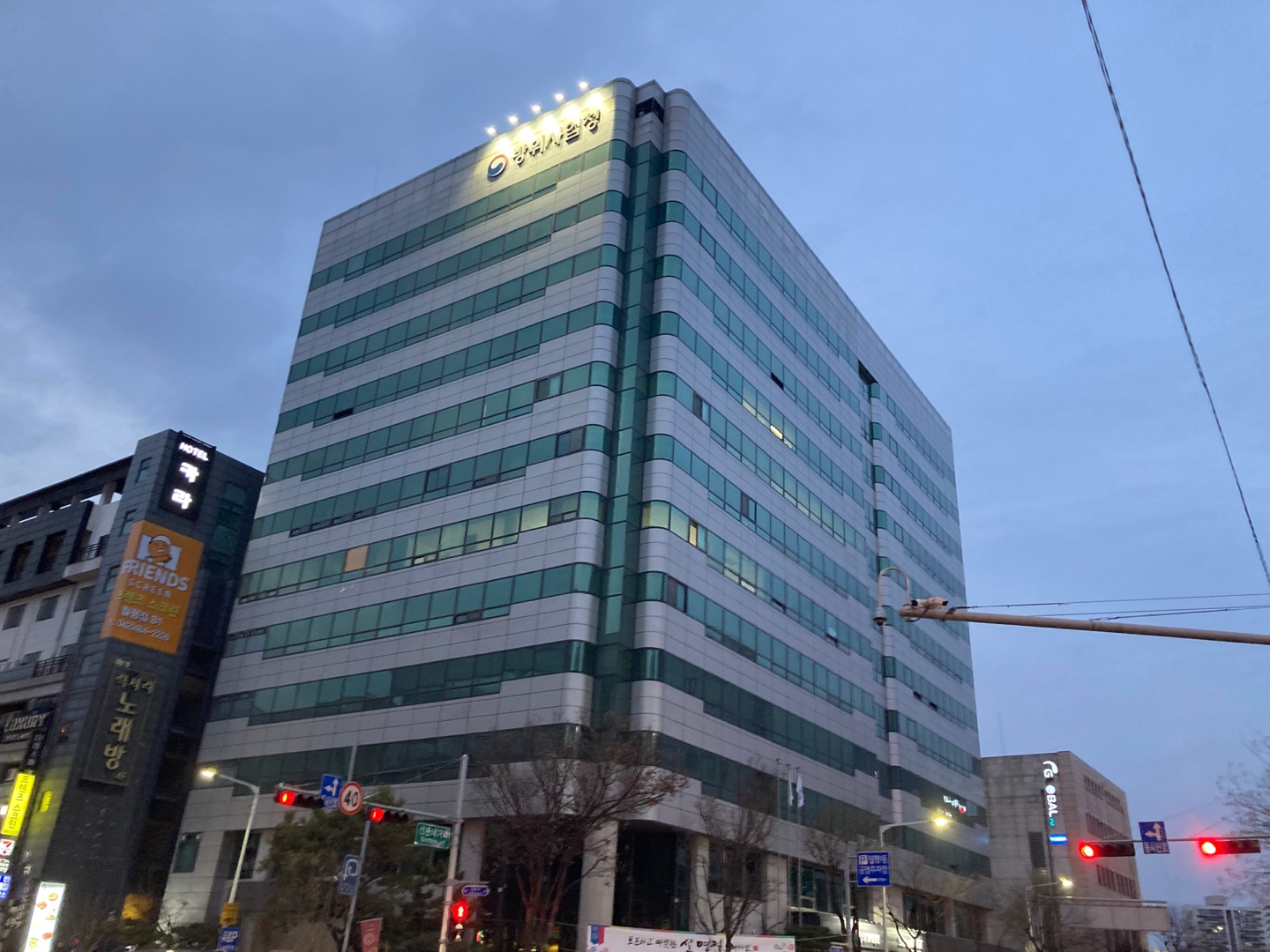
대전광역시 서구 월평중로 21

방위사업청(防衛事業廳, 영어: Defense Acquisition Program Administration, DAPA)은 방위력 개선사업, 군수물자 조달 및 방위산업 육성에 관한 사무를 관장하는 대한민국의 중앙행정기관이다. 청장은 차관급 정무직공무원으로, 차장은 고위공무원단 가등급에 속하는 일반직공무원으로 보한다.

## 소관 사무
- 방위력개선사업에 관한 사무
- 군수물자의 조달에 관한 사무
- 방위산업의 육성에 관한 사무
- 그 밖에 방위사업에 관한 사무

## 연혁
- 1960년 12월 30일 : 국방부 소속으로 국방부건설본부 설치.[4]
- 1971년 1월 1일 : 국방부조달본부로 개편.[5]
- 1990년 12월 31일 : 국방부군수본부로 개편.[6]
- 1994년 8월 19일 : 국방부조달본부로 개편.[7]
- 2006년 1월 1일 : 국방부조달본부를 폐지하고, 국방부로부터 방위사업 계획·예산·집행·평가 및 중앙조달군수품의 계약에 관한 사무를 이관받아 외청으로 방위사업청을 설치.[8]
- 2011년 6월 7일 : 전산정보관리소를 하부조직인 재정정보화기획관실로 개편.[9]
- 2017년 1월 6일 : 정부과천청사로 이전.[10][11]
- 2023년 7월 3일 : 대전광역시로 부분 이전.

## 조직
| 국                 | 담당관실·과                                                                                    |
| 청장 산하 하부조직 | 청장 산하 하부조직                                                                             |
| ------------------ | ---------------------------------------------------------------------------------------------- |
|                    | 대변인실                                                                                       |
| 방위사업감독관실   | 감독총괄담당관실ㆍ감독지원담당관실ㆍ개발사업담당관실ㆍ구매사업담당관실                         |
| 차장 산하 하부조직 |                                                                                                |
| 기획조정관실       | 정책조정담당관실ㆍ혁신행정법무담당관실ㆍ재정담당관실ㆍ정보화데이터담당관실                     |
| 국제협력관실       | 국제협력총괄담당관실ㆍ유럽아시아협력담당관실ㆍ중동아프리카협력담당관실ㆍ대정부구매협력담당관실 |
| 감사관실           | 공직감사담당관실ㆍ사업감사담당관실                                                             |
|                    | 조직인사담당관실ㆍ운영지원과                                                                   |
| 방위사업정책국     | 방위사업정책과ㆍ방위사업분석과ㆍ계약제도발전과ㆍ표준기획과ㆍ선행연구과                         |
| 방위산업진흥국     | 방산정책과ㆍ방위산업고도화지원과ㆍ절충교역과ㆍ인증기획과ㆍ원가관리과                           |
| 국방기술보호국     | 기술정책과ㆍ기술혁신과ㆍ기술보호과ㆍ기술심사과                                                 |

### 소속기관
- 청장의 관장 사무를 지원하는 기관
  - 기반전력사업본부, 미래전력사업본부, 방위사업교육원

### 소속 자문위원회
| 위원회명           | 설치근거                                   | 비고 |
| ------------------ | ------------------------------------------ | ---- |
| 감항인증심의위원회 | 군용항공기비행안전성인증에 관한 법률 제7조 |      |

## 정원
방위사업청에 두는 공무원의 정원은 다음과 같으며, 별도로 방위사업청 및 그 소속기관에 군인을 둘 수 있다. 이때 군인의 정원에 대해 576명의 범위에서 국방부 장관이 행정안전부 장관과 협의를 거쳐서 정한다.
| 총계      | 총계              | 405명 |
| --------- | ----------------- | ----- |
| 정무직 계 | 정무직 계         | 1명   |
|           | 청장              | 1명   |
|           |                   |       |
| 일반직 계 | 일반직 계         | 404명 |
|           | 고위공무원단      | 8명   |
|           | 3급 이하 5급 이상 | 183명 |
|           | 6급 이하          | 212명 |
|           | 전문경력관        | 1명   |

## 재정
총수입·총지출 기준 2023년 재정 규모는 다음과 같다.
| 구분     | 세입예산         | 작년 대비 증감 |
| -------- | ---------------- | -------------- |
| 일반회계 | 3319억 5500만 원 | +2.73%         |
|          |                  |                |
| 합계     | 3319억 5500만 원 | +2.73%         |

| 구분     | 구분       | 세출예산              | 작년 대비 증감 |
| -------- | ---------- | --------------------- | -------------- |
| 일반회계 | 방위력개선 | 16조 9071억 8300만 원 | +1.35%         |
|          |            |                       |                |
| 합계     | 합계       | 16조 9071억 8300만 원 | +1.35%         |

## 같이 보기
- 방위사업청장
- 방위사업청 차장
- 대한민국 국군
- 한국항공우주산업
- 국방과학연구소
- 국방기술품질원
- 한국방위산업진흥회

### 내용주
1. ↑  군인 제외.
2. 1 2 3 4 5 6  개방형 직위.

### 참조주
1. 1 2  「방위사업청과 그 소속기관 직제」 별표 1
2. 1 2  기획재정부. “열린재정 > 재정연구분석 > 재정분석통계 > 예산편성현황(총수입)”. 《열린재정》. 2023년 1월 6일에 확인함.
3. 1 2  기획재정부. “열린재정 > 재정연구분석 > 재정분석통계 > 세목 예산편성현황(총지출)”. 《열린재정》. 2023년 1월 6일에 확인함.
4. ↑  국무원령 제155호
5. ↑  대통령령 제5402호
6. ↑  대통령령 제13209호
7. ↑  대통령령 제14360호
8. ↑  법률 제7613호
9. ↑  대통령령 제22963호
10. ↑  홍근진 (2017년 1월 4일). “세종시 이전으로 빈 정부과천청사 방위사업청 마져 채워”. 《아시아뉴스통신》. 2017년 7월 4일에 확인함.
11. ↑  류지영 (2017년 1월 4일). “정부과천청사 방 꽉 찼어요!… 용산 방위사업청 6일 과천 이전”. 《서울신문》. 2017년 7월 4일에 확인함.
12. ↑  「방위사업청과 그 소속기관 직제」 제24조